# Pecica
Pecica (pronúncia em romeno: AFI: /ˈpet͡ʃʲ.ka/; em húngaro: Pécska; em alemão: Petschka) é uma cidade do județ (distrito) de Arad, na região histórica da Crișana (parte da Transilvânia), Roménia. Em 2011 tinha 12 762 habitantes e em 2016 estimava-se que tivesse 14 097 habitantes. A área administrada pela cidade, a qual inclui as aldeias de Bodrogu Vechi (em húngaro: Óbodrog), Sederhat (Szederhát) e Turnu (Tornya), tem 237,17 km² e estende-se para o planalto de Arad.

## Descrição
Em termos étnicos, segundo o censo de 2011, 57,7% da população era romena, 26% húngaros, 7,8% ciganos e 0,3% alemães.
Na Antiguidade, Pecica foi uma fortaleza dácia, provavelmente a Ziridava mencionada por Ptolemeu e atualmente é um sítio arqueológico importante. Devido à abundância de achados arqueológicos na zona, um período da Pré-história — a cultura de Periam-Pecica — foi batizado com o nome da cidade. A primeira menção a Pecica data de 1335, quando era conhecida como Petk. A aldeia de Sederhat só foi mencionada em 1913 e Turnu em 1333, com o nome de Mok; Bodrogu Vechi é mencionada em 1422 com o nome de Bodruch.